# 康尼·托尔斯滕松
康尼·托尔斯滕松（瑞典語：Conny Torstensson，1949年8月28日—），瑞典男子足球运动员，司职中场、前锋。他曾代表瑞典国家队参加1974年和1978年国际足联世界杯，其中1974年世界杯止步第二轮，1978年世界杯止步第一轮。